# The Singles (álbum de Eminem)
The Singles é um box set do rapper americano Eminem, lançado em 2003. É constituído de 10 singles, cada um em um CD diferente, além de seus remixes, e de outras canções. Uma mesma versão internacional foi lançada fora dos Estados Unidos, com o nome de International Singles, com os mesmos discos mas com uma arrumação diferente.

## Lista de faixas
Disco 1
1. "My Name Is" (Slim Shady Radio Edit) 5.16
2. "My Name Is" (versão explícita) 4.37
3. "My Name Is" (instrumental) 4.37

Disco 2
1. "Guilty Conscience" (versão de rádio com tiros) 7.25
2. "Guilty Conscience" (versão do álbum) 4.23
3. "Guilty Conscience" (a cappella) 4.10
4. "My Name Is" (vídeo promocional) 5.16

Disco 3
1. "The Real Slim Shady" 5.08
2. "Bad Influence" 3.03
3. "The Real Slim Shady" (instrumental) 5.08
4. "My Fault" (Pizza Mix) 3.36

Disco 4
1. "The Way I Am" (versão não editada) 5.35
2. "The Kids" (versão não editada) 5.52
3. "97' Bonnie & Clyde" 4.26
4. "Steve Berman" (Skit) 1.28
5. "The Way I Am" (DVD) 4.46

Disco 5
1. "Without Me" 4.16
2. "The Way I Am" (Danny Lohner Remix) 6.47
3. "Without Me" (a cappella) 3.54
4. "Without Me" (instrumental) 4.16

Disco 6
1. "Sing for the Moment" 4.23
2. "Rabbit Run" 3.52
3. "Sing for the Moment" (instrumental) 4.23
4. "Sing for the Moment" (faixa multimídia) 4.23

Disco 7
1. "Cleanin' Out My Closet" 3.54
2. "Stimulate" 3.34
3. "Cleanin' Out My Closet" (instrumental) 3.54
4. "Cleanin' Out My Closet" (faixa multimídia) 3.54

Disco 8
1. "Stan" (edição de rádio) 5.37
2. "Guilty Conscience" (versão de rádio com tiros) 7.25
3. "Hazardous Youth" (a cappella) 3.23
4. "Get You Mad" 3.10

Disco 9
1. "Lose Yourself" 4.26
2. "Lose Yourself" (instrumental) 4.26
3. "Renegade" 4.34
4. "Lose Yourself" (faixa multimídia) 4.26
5. Trailer do filme 8 Mile (vídeo) 2.27

Disco 10
1. "Business" 5.16
2. "Bump Heads" feat.G-Unit 4.36
3. "Business" (a cappella) 4.38
4. "Business" [ao vivo] (vídeo) 5.43

Disco 11
- "Wanksta" (versão de Eminem) 3.48

## Créditos
- Luis Resto[5] – teclado, programação, produção
- Barbara Wilson – vocais (contexto)
- Michelle Lynn Forbes – engenheira assistente
- Conesha Owens – vocais (contexto)
- Jay-Z – vocais
- King Tech – produtor, produtor executivo, participação
- Danny Lohner – remixagem
- Tom Coster, Jr. – teclados
- Mark Bass – produtor, produtor executivo, engenheiro
- Mike Elizondo – baixo, teclados, guitarra
- Paul "Bunyan" Rosenberg – diretor do vídeo
- Stretch Armstrong – edição
- Jack McCrone – engenheiro assistente
- Eminem – vocais, produtor, participação, diretor do vídeo, mixagem, programação de bateria
- DJ Revolution – disco giratório, participação
- Alex Reverberi – engenheiro assistente
- DJ Green Lantern – mixagem
- Sway – produtor executivo, participação
- DJ Head – programação de bateria
- Mel-Man – produtor
- Urban Kris – engenheiro assistente
- Michael Strange Jr. – engenheiro, engenheiro assistente
- Tony Yayo – vocais, participação
- Lloyd Banks – vocais, participação
- Ron Feemster – teclados
- Bob Canero – engenheiro assistente
- Shy Felder – vocais (contexto)
- Mark Avery – narrador, engenheiro de mixagem
- The 45 King & Louie – produtor
- Marilyn Manson – participação
- Jeff Bass – baixo, produtor, produtor executivo, guitarra, teclados
- Dido – vocais, participação
- Brian Gardner – masterização
- Richard Huredia – engenheiro, engenheiro de mixagem
- Steven King – engenheiro, programação de bateria, mixagem, engenheiro de mixagem
- Joe Perry – guitarra, solista